# Беляйци
Беляйци (серб. Бјељајци / Bjeljajci) — село в общине Вишеград Республики Сербской Боснии и Герцеговины. Население составляет 12 человек по переписи 2013 года.